# Saxifraga komarovii
Saxifraga komarovii là một loài thực vật có hoa trong họ Saxifragaceae. Loài này được Losinsk. miêu tả khoa học đầu tiên.